# Ibis olive
Bostrychia olivacea
Espèce
Statut de conservation UICN

 LC  : Préoccupation mineure
L’Ibis olive (Bostrychia olivacea) est une espèce d’oiseaux de la famille des Threskiornithidae.

## Répartition
Son aire s'étend de manière dissoute, du Sierra Leone au Kenya.

## Sous-espèces
D'après la classification de référence (version 14.1, 2024) de l'Union internationale des ornithologues, l'Ibis olive possède 4 sous-espèces (ordre philogénique) :
- Bostrychia olivacea olivacea (Du Bus de Gisignies, 1838) ;
- Bostrychia olivacea cupreipennis (Reichenow, 1903 ;
- Bostrychia olivacea rothschildi (Bannerman, 1919 ;
- Bostrychia olivacea akeleyorum (Chapman, 1912).